# Stefania Horovitz
Stefania Horovitz (znana również jako Stephanie Horovitz, ur. 17 kwietnia 1887 w Warszawie, zmarła w 1942, w obozie zagłady w Treblince) – polsko-żydowska chemiczka, zainteresowana głównie chemią jądrową, związana z Uniwersytetem Wiedeńskim oraz Instytutem Radowym w Wiedniu, prowadziła pionierskie badania nad radioaktywnością oraz izotopami, eksperymentalnie potwierdziła istnienie izotopów.

## Rodzina
Najmłodsze lata spędziła w Warszawie. Była córką Leopolda Horowitza – malarza i portrecisty. W 1890 roku (lub wedle innych źródeł w 1893 roku) jej rodzina przeprowadziła się do Wiednia, w związku z rozwojem kariery Leopolda Horowitza. Miała czwórkę starszego rodzeństwa. Jej brat Armin, podobnie jak ojciec, interesował się sztuką i chciał zostać malarzem portrecistą. W 1897 roku rozpoczął studia w Akademii Sztuk Pięknych w Wiedniu.
Stefania interesowała się chemią i rozpoczęła studia na Uniwersytecie Wiedeńskim. Kształciła się w trybie indywidualnym. W ciągu siedmiu lat ukończyła studia oraz studia doktoranckie z chemii organicznej.

## Praca naukowa i odkrycia
10 czerwca 1914 roku Stefania Horovitz uzyskała tytuł doktora nauk chemicznych na Uniwersytecie Wiedeńskim.
W latach 1914–1916 pracowała naukowo w Instytucie Radowym w Wiedniu, którym kierował wówczas chemik Otton Hönigschmid, zainteresowany głównie masami atomowymi. Wysoko cenił prace Stefanii i ściśle współpracował z nią podczas późniejszych badań.
Kariera naukowa Stefanii Horovitz przypadała na lata intensywnych badań dotyczących radioaktywności, prowadzonych niezależnie na wielu uczelniach wyższych i w różnych instytutach naukowych. Wyniki pionierskich badań częstokroć stały ze sobą w sprzeczności i wymagały potwierdzenia oraz uporządkowania. Szczególnie problematyczne okazywały się błędne doniesienia o rzekomych odkryciach nowych pierwiastków.
W 1913 roku brytyjski chemik Frederick Soddy sformułował hipotezę izotopów. Stał na stanowisku, że izotopy tego samego pierwiastka różnią się liczbą masową. Tym samym zakładał, że niektóre doniesienia o odkryciu nowego pierwiastka nie są prawdziwe, gdyż w istocie badacze opisują izotopy znanych już wcześniej pierwiastków.
W 1914 roku Stefania Horovitz podjęła badania mające na celu weryfikację hipotezy, jaką sformułował Frederick Soddy. Prowadziła je w Instytucie Radowym w Wiedniu, na próbkach ołowiu i uranu. Przeprowadzone przez nią analizy potwierdziły istnienie izotopów. Horovitz dowiodła również, że rzekome odkrycie nowego pierwiastka (nazwanego jonem), ogłoszone wcześniej przez chemików Boltwooda i Hahna, wynikało z błędnej interpretacji wyników badań. Wykazała, że wspomniany pierwiastek nie istnieje, gdyż opisane przez poprzednich badaczy właściwości dotyczą izotopu toru.
W kolejnych latach Stefania Horovitz kontynuowała badania. Niektóre prowadziła wspólnie z Ottonem Hönigschmidem, kierownikiem Instytutu Radowego w Wiedniu. Ich praca pozwoliła na weryfikację wielu postawionych wcześniej hipotez naukowych oraz uporządkowanie dotychczasowych odkryć. W latach 1915 i 1916 Horovitz i Hönigschmid opublikowali wyniki swych eksperymentów w dwóch periodykach naukowych. Wkrótce z efektów ich badań korzystały inne instytuty i uczelnie wyższe.
Horovitz porównywano do Marii Curie-Skłodowskiej, ponieważ obie chemiczki pochodziły z Polski, urodziły się w Warszawie i miały podobne zainteresowania naukowe. Jej eksperymenty i analizy pozwoliły na sformułowanie podstawowych praw dotyczących izotopów, które dziś są powszechnie znane.

## Dalsze życie
Podczas I wojny światowej zginęli rodzice Stefanii: Leopold i Róża (Rosa) Horovitz. Ona sama, z powodu kłopotów osobistych i rodzinnych, porzuciła pracę naukową. Przez krótki czas mieszkała w Polsce, następnie wróciła do Wiednia. Zainteresowała się działalnością charytatywną i psychologią indywidualną. W 1924 roku, wspólnie z Alice Friedmann, otworzyła centrum edukacyjne dla dzieci sprawiających kłopoty wychowawcze i mających trudności w nauce.
Jeszcze przed wybuchem II wojny światowej doświadczyła konsekwencji faszystowskich nastrojów w Austrii. Prowadzona przez nią placówka została w 1934 roku zamknięta przez władze. W 1937 roku, z powodu coraz bardziej wrogiego stosunku do obywateli pochodzenia żydowskiego, zdecydowała się wyjechać z Wiednia. Zamieszkała z siostrą Zofią w Warszawie. W tym mieście zastał je wybuch II wojny światowej.

## Okoliczności śmierci
Wojenne losy Stefanii i jej siostry Zofii nie są dokładnie znane. Z dokumentu Instytutu Jad Waszem wynika, że Stefania zginęła w 1942 roku, w komorze gazowej obozu zagłady w Treblince. Wcześniej przybywała w getcie warszawskim. Z relacji świadków również wynika, że Stefania i jej siostra Zofia zginęły w Treblince, do której najprawdopodobniej zostały skierowane z getta.